# Marquesado de Urquijo
El marquesado de Urquijo es un título nobiliario español que el rey Amadeo I concedió el 13 de mayo de 1871 al financiero y político alavés Estanislao de Urquijo y Landaluce.
De extracción humilde, Estanislao de Urquijo logró ascender económica y socialmente hasta el punto de iniciar una de las sagas político-económicas más importantes del país durante el siglo XIX y XX, que se prolongaría con su sobrino Juan Manuel y los descendientes de este.
Estanislao de Urquijo y Ussía, III marqués de Urquijo, obtuvo el 18 de noviembre de 1918 de manos del rey Alfonso XIII la Grandeza de España para este título. Así mismo fue nombrado I marqués de Bolarque en 1913.
Juan Manuel de Urquijo y Landecho, IV marqués de Urquijo, ostentó también los títulos de XIII marqués de Loriana y IX marqués de Villar del Águila.
En 1980 la V marquesa y su marido fueron asesinados, en uno de los casos de asesinato más conocidos de la historia de España.

## Marqueses de Urquijo
|                                 | Titular                               | Periodo                         |
| Creación por Amadeo I de España | Creación por Amadeo I de España       | Creación por Amadeo I de España |
| ------------------------------- | ------------------------------------- | ------------------------------- |
| I                               | Estanislao de Urquijo y Landaluce     | 1871-1889                       |
| II                              | Juan Manuel de Urquijo y Urrutia      | 1889-1914                       |
| III                             | Estanislao de Urquijo y Ussía         | 1914-1948                       |
| IV                              | Juan Manuel de Urquijo y Landecho     | 1950-1968                       |
| V                               | María de Lourdes de Urquijo y Morenés | 1969-1980                       |
| VI                              | Juan Manuel de la Sierra y Urquijo    | 1982-2022                       |
| VII                             | Victoria Urquijo Caruncho             | 2023-actual                     |

## Historia de los marqueses de Urquijo
- Estanislao de Urquijo y Landaluce (1817-30 de abril de 1889), I marqués de Urquijo.[1][2] Le sucedió, el hijo de su hermano Fulgencio de Urquijo y Landaluce y de su esposa María de Urrutia y Aguirre, por tanto su sobrino:

- Juan Manuel de Urquijo y Urrutia (1843-27 de enero de 1914), II marqués de Urquijo.[1]

Casó el 5 de febrero de 1872 con María de los Dolores de Ussía y Aldama. Le sucedió su hijo:
- Estanislao de Urquijo y Ussía (1872-16 de agosto de 1948), III marqués de Urquijo,[1] I marqués de Bolarque, gentilhombre grande de España con ejercicio y servidumbre del rey Alfonso XIII. Caballero del Real Cuerpo de la Nobleza de Madrid

Casó el 28 de mayo de 1898 con María del Pila de Landecho y Allendesalazar, IX marquesa de Cábrega, dama de la reina Victoria Eugenia de España. Le sucedió su hijo:
- Juan Manuel de Urquijo y Landecho (1899-1968), IV marqués de Urquijo,[1] IX marqués de Villar del Águila (por rehabilitación a su favor en 1919), XIII marqués de Loriana (por rehabilitación a su favor en 1919). En el marquesado de Bolarque sucedió su hermano Luis de Urquijo y Landecho.

Casó el 8 de diciembre de 1927 con Teresa Morenés y Carvajal. Le sucedió su hija:
- María de Lourdes de Urquijo y Morenés (1935-1 de agosto de 1980), V marquesa de Urquijo,[1] X marquesa de Villar del Águila, XIV marquesa de Loriana.

Casó el 7 de mayo de 1955 con Manuel de la Sierra y Torres. Le sucedió su hijo:
- Juan Manuel de la Sierra y Urquijo (Madrid, 30 de enero de 1958-Madrid, 4 de julio de 2022[3]), VI marqués de Urquijo, XV marqués de Loriana.

Casó el 31 de octubre de 2000 con Rocío Caruncho y Fontela. Le sucedió su hija:
- Victoria Urquijo Caruncho, VII marquesa de Urquijo.[4]